# Lijst van afleveringen van Checkpoint (seizoen 5)
Dit is een lijst van afleveringen van Checkpoint van seizoen 5. In de schema's staan de gestelde vraagstukken aangegeven, de getrokken conclusie en notities van de test. Bij sommige tests werd er geen (concrete) conclusie getrokken, in dat geval wordt er doorverwezen naar de notities.

## Inleiding
Dit seizoen is op 23 april 2011 voor het eerst aangekondigd in het televisieprogramma Z@pplive. Het zou echter nog tot 1 oktober 2011 duren voordat de eerste uitzending wordt uitgezonden. De afsluitende compilatie wordt uitgezonden op 24 december 2011.
Er zijn weer een aantal duidelijke veranderingen in het testteam. Ghislaine, het laatst overgebleven meisje uit het originele testteam van de eerste seizoenen, verlaat het programma. Ook Jasper die in seizoen 4 heeft meegedaan, stopt met Checkpoint. Twee nieuwe testteamleden - Dzifa en Pascal - maken hun entree in het testteam. Tevens keert Arjan na één seizoen afwezigheid terug in seizoen 5. Dit brengt het totale aantal testteamleden omhoog van acht naar negen.
Ook in dit seizoen zitten weer diverse terugkerende rubrieken: Vuurwerk, Gevaren In Huis, De Glijbaan en Schimmelgevaar. Aan laatstgenoemde twee onderdelen zitten prijsvragen gekoppeld.

## Samenstelling testteam
- Tom Berserik
- Myrthe Busch
- Ghino Girbaran
- Dzifa Kusenuh
- Rick Mackenbach
- Luara Prins
- Pascal Tan
- Dico Verschure
- Arjan de Vreugt

## Afleveringen

### Aflevering 1
Uitzenddatum: 1 oktober 2011.

#### De Glijbaan → Vooruit Duwen
| Vraag                                                              | Antwoord | Notities |
| ------------------------------------------------------------------ | -------- | --- |
| Kan de snelheid van een langzaam glijdend persoon worden verhoogd? | Ja.      | Luara ging als eerste van een waterglijbaan en Dico kwam er vlak achteraan met een bokshandschoen aan een staaf, waarmee hij Luara nog extra vooruit duwde. Dico haalde haar niet in, maar Luara ging tegen het eind inderdaad sneller. |

#### Frituur
| Vraag/onderwerp                       | Conclusie       | Notities |
| ------------------------------------- | --------------- | --- |
| Hoeveel vet zit er in een snack?      | Behoorlijk wat. | Deze test werd met drie snacks gedaan: de frikandel, de kaassoufflé en de Mexicano en getest werd welk van de drie het meeste vet bevat. De snacks werden gefrituurd en de gefrituurde snacks werden in keukenrollen gevouwen en fijngeknepen, maar dat gaf geen duidelijk resultaat. In een vervolgtest werden de snacks gemalen in een net gedaan en dat werd geheel in water gehangen. Uiteindelijk bleek de Mexicano het meeste vet te bevatten, met de frikandel op de tweede plaats en de kaassoufflé op de derde. Geconcludeerd werd dat er behoorlijk wat vet in zit. |
| Gezond frituren.                      | Zie Notities.   | Met eieren en paneermeel werd een korst gevormd rond diverse groenten en vervolgens werden deze groenten gefrituurd. |
| Gezond eten maken met frikandelsmaak. | Zie Notities.   | Twee frikandellen werden in reepjes gesneden en gefrituurd. De smaak hiervan werd in water gedaan met behulp van een destilleerapparaat. Dit water werd daarna ondergedompeld in vloeibare stikstof en vervolgens werd het ontstane ijs in een blender gedaan. Het resultaat werd in een ijshoorn gedaan en besprenkeld met uienreepjes. |

#### Vuurwerk → Vuurpijl in de grond
| Vraag                                                                  | Notities |
| ---------------------------------------------------------------------- | --- |
| Wat kan er gebeuren als een vuurpijl zomaar in de grond wordt gestopt? | Een vuurpijl werd in de grond op afstand afgestoken met een crashtestdummy ernaast. De vuurpijl bleef in de grond steken en ontplofte binnen enkele seconden. Hierbij liep de pop zware schade op. |

#### Jongens vs Meiden → Lef
| Uitdaging                                           | Winnaar  | Notities |
| --------------------------------------------------- | -------- | --- |
| Met de mond een appel uit een bak meelwormen nemen. | Jongens  | Klaas zette een appel in een bak meelwormen. Deze bedekte hij vervolgens met nog meer meelwormen. Myrthe en Tom kregen om beurten de opdracht om de appel er met hun mond uit te halen. Ze deden dit geen van beiden, maar uiteindelijk werd Tom tot winnaar uitgeroepen toen hij aan het einde van de test zijn gezicht in de bak duwde. |
| Een hijskraan beklimmen.                            | Meiden   | De bedoeling was om de ladder van een hijskraan te beklimmen om uiteindelijk de onderkant van de besturingskamer aan te tikken. Tom stopte met de test toen hij op 10 meter hoogte stond, Myrthe maakte de hele proef af en raakte de kamer in 1'30".                                                                                     |
| Met een crossfiets van 8 meter hoogte springen.     | Jongens  | Om beurten moesten Tom en Myrthe van een 8 meter hoge stapel containers af fietsen. Myrthe maakte de proef af in 7 seconden, Tom in 5 en daarmee haalde hij deze test binnen. |
| Uiteindelijke winnaar.                              | Jongens. | Eindstand: 2-1. Getrokken conclusie: de jongens hebben het meeste lef. |

### Aflevering 2
Uitzenddatum: 8 oktober 2011.

#### Schimmelgevaar → Spaghetti
| Product    | Notities |
| ---------- | --- |
| Spaghetti. | Voor deze test bereidden Arjan en Ghino een pan met spaghetti en deze lieten ze deze vervolgens twee weken lang in een afgesloten container staan. De ontstane schimmel beschreef Arjan als iets dat leek op ei. De prak was volledig beschimmeld en veranderd in een poederachtige substantie. |

#### Gevaren In Huis → Televisie in bad
| Vraag                                                                        | Conclusie | Notities |
| ---------------------------------------------------------------------------- | --------- | --- |
| Kan de schok van een elektrisch apparaat dat in bad valt echt dodelijk zijn? | Ja.       | Tom en Ghino maakten eerst kortsluiting met een batterij door hun tong er tegenaan te houden. Ze kregen hier een schok door. Toen ze de stroom maten, bleek deze schok niet dodelijk te kunnen zijn. Voor de test lieten ze een werkend televisietoestel in een met water gevulde badkuip vallen. De schok bleek absoluut krachtig genoeg om iemand dodelijk te elektrocuteren. Daarom is het gebruik van elektrische apparaten in bad dan ook absoluut niet aan te raden. |

#### Jongens vs Meiden → Dropping
| Uitdaging              | Winnaar  | Notities |
| ---------------------- | -------- | --- |
| Dropping               | Jongens  | In deze test zou bepaald worden wie het beste kon navigeren: jongens of meiden. Ze werden in een bos gedropt en moesten langs een aantal controlepunten een paar kisten openen waar navigatiespullen in zaten om zo op het eindpunt te komen. Winnaar zou degene zijn die op het eindpunt als eerste zijn/haar vlag zou hijsen. Eerst dropte Klaas de jongens (Arjan en Ghino) en de meiden (Luara en Myrthe) op een punt in het bos, waar een kist lag met de eerste navigatiemiddelen: een gps-systeem. De jongens hadden moeite om deze in te stellen en de meiden vertrokken als eerste. Zij kwamen ook als eerste bij het volgende controlepunt aan: een kist waar een kompas en een kaart in zaten. Hier hadden de meiden echter problemen mee. Ondertussen haalden de jongens hen in en kwamen zij ook als eerste bij het daarop volgende controlepunt aan. In deze kist zaten enveloppen met zeven foto's die ze naar het eindpunt moesten leiden. De meiden kwamen nog bij, maar uiteindelijk waren het de jongens die als eerste hun vlag omhoog hesen. |
| Uiteindelijke winnaar. | Jongens. | Getrokken conclusie: als het gaat om navigeren moet je de jongens hebben; het vooroordeel (meiden kunnen geen kaartlezen) klopt. |

#### Stofexplosie
| Onderwerp                                          | Notities |
| -------------------------------------------------- | --- |
| Een grote steekvlam met melkpoeder creëren.        | Rick en Ghino zetten een gasbrander in een blik met het uiteinde van een tuinslang ernaast. Toen alles op zijn plaats zat, staken ze de brander aan en vulden ze de tuinslang met melkpoeder. Rick blies op de slang waardoor de melkpoeder als een stofwolk door de gasvlam ging. Hierbij ontstond een grote steekvlam.                                              |
| Taart met kaarsjes aansteken met een stofexplosie. | Rick en Ghino vulden een spud gun met poedersuiker. Vervolgens vuurde Ghino deze af vlak boven een gasvlam, waarachter de taart met kaarsjes stond. Na drie pogingen slaagden ze er uiteindelijk niet in om de kaarsjes aan te steken. Presentator Klaas sprak van een 'spectaculair intro op een feestje' en dat hij het gewoon zou doen, kaarsjes of geen kaarsjes. |
| De grootte van een explosie met houtzaagsel.       | Rick en Ghino zaagden een emmer vol met zaagsel. Met behulp van een compressor werd het houtzaagsel langs een flare geschoten waarop het met een grote stofexplosie ontbrandde. Niet alles verbrandde, maar de steekvlam was enorm. |

### Aflevering 3
Uitzenddatum: 15 oktober 2011.

#### De Glijbaan → Haren Drogen
| Vraag                                                  | Antwoord                            | Notities |
| ------------------------------------------------------ | ----------------------------------- | --- |
| Is het mogelijk om in een glijbaan haren af te drogen? | Ja, mits je een beetje lengte hebt. | Luara ging van een waterglijbaan af en nam een handdoek mee om haar haren te drogen. Dit ging goed, maar toen ze op het eind in het bassin onder de glijbaan terechtkwam, sloeg ze kopje onder, waardoor haar haren weer nat werden. |

#### Jongens vs Meiden → Detail
| Uitdaging                                     | Winnaar     | Notities |
| --------------------------------------------- | ----------- | --- |
| Zoek de verschillen.                          | Meiden.     | Myrthe en Pascal kregen een minuut de tijd om een stilleven te bestuderen. Daarna zou Klaas een aantal dingen veranderen en moesten ze erachter komen wat er veranderd was. Uiteindelijk merkte Myrthe vier verschillen op, Pascal niet meer dan twee. |
| Extreme close-up van een insect thuisbrengen. | Gelijkspel. | Klaas had een extreme close-up van een insect en Myrthe en Pascal moesten daar het corresponderende insect bij vinden, uit drie mogelijkheden. Beiden kozen ze het juiste insect.                                                                      |
| Bedenken wat er is veranderd op de set.       | Onbeslist.  | Tijdens de opnames van deze test werden er een aantal dingen op de set veranderd. In deze test kregen Myrthe en Pascal er drie vragen over. Ze hadden er allebei geen enkele juist.                                                                    |
| Uiteindelijke winnaar.                        | Meiden.     | Eindstand: 2-1. Getrokken conclusie: de meiden zijn het beste in het zien van details. |

#### Vuurwerk → Illegaal vuurwerk
| Vraag                                 | Notities |
| ------------------------------------- | --- |
| Waarom is illegaal vuurwerk illegaal? | Ghino en Pascal legden een stuk professioneel vuurwerk (met dezelfde kracht als een stuk illegaal vuurwerk) op de voorruit van een sloopauto en lieten dit op afstand afgaan. Een harde explosie blies de ruit uit de auto. |

#### Veilig in het verkeer
| Onderwerp                                              | Notities |
| ------------------------------------------------------ | --- |
| Methoden om minder impact te maken bij een aanrijding. | Voor deze proef werd Ghino drie keer aangereden en hierbij rolde hij over de motorkap heen. De eerste keer deed hij dit zonder bescherming, de tweede keer was de auto ingepakt met kussens en matrassen en de derde keer werd Ghino ingepakt met zwembanden. Uiteindelijk werd besloten dat de kussens en matrassen beter waren. |
| Kooiconstructie om een fiets.                          | Arjan nam plaats op een fiets waar een kooiconstructie rond was gebouwd. Toen hij op deze fiets werd aangereden, bleef Arjan ongedeerd hoewel hij wegrolde en uiteindelijk ondersteboven tot stilstand kwam. |

### Aflevering 4
Uitzenddatum: 22 oktober 2011.

#### Schimmelgevaar → Gehakt
| Product | Notities |
| ------- | --- |
| Gehakt. | Arjan en Ghino zetten een bord met rauw gehakt in een container. Twee weken later was het gehakt bruin gekleurd en zaten er maden in. |

#### Jongens vs Meiden → "Dirty Jobs"
| Uitdaging                            | Winnaar  | Notities |
| ------------------------------------ | -------- | --- |
| Dierenvoer eten.                     | Meiden   | Rick en Luara kregen allebei een aantal op dierenvoer gebaseerde gerechten waarvan ze de ingrediënten moesten onderscheiden. Luara deed dit uiteindelijk net wat beter.                                                            |
| Wc schoonmaken.                      | Jongens  | Met een hogedrukspuit moesten Rick en Luara een wc schoonmaken. Na afloop van de test werd het overgebleven vuil op de wc en de deur gemeten. Rick bleek verreweg het minste vuil nog over te hebben, 893 RLU. Luara had 4641 RLU. |
| Kunstmatige inseminatie bij een koe. | Jongens  | Rick en Luara deden dit om beurten en Rick werd tot winnaar uitgeroepen. |
| Uiteindelijke winnaar.               | Jongens. | Eindstand: 2-1. Getrokken conclusie: de jongens zijn het meest geschikt voor de vieze klusjes die echt nodig zijn. |

#### Gevaren In Huis → Broodrooster
| Vraag                                                | Notities |
| ---------------------------------------------------- | --- |
| Wat kan er gebeuren als het broodrooster kapot gaat? | Tom en Ghino maakten een broodrooster onklaar door de beveiliging eruit te halen. Hierdoor zou hij de hele tijd aan blijven staan. Daarna deden ze er twee tosti's in. De tosti's ging uiteindelijk roken en vatten vlam. |

#### Olie
| Vraag/onderwerp                     | Notities |
| ----------------------------------- | --- |
| Wat kun je doen met gebruikte olie? | Gebruikte olie werd gezeefd. Vervolgens gebruikten Arjan en Ghino deze om schoenen te poetsen en hun haren in model te brengen. |
| Een auto op olie laten rijden.      | Een auto werd getankt met gebruikte frituurolie (van tevoren gefilterd) en hij kon rijden. |
| Ontvlambaarheid van olie.           | Voor deze test werden olijfolie, frituurolie en slaolie gebruikt en de vraag was welk van de drie de grootste vlam veroorzaakte. Met behulp van een gasbrander werd de olie verhit totdat deze vlam vatte. Vervolgens werd er water toegevoegd. De steekvlam van de frituurolie was met 5 meter verreweg het hoogst. De slaolie en olijfolie kwamen niet hoger dan respectievelijk 2½ en 2m. |

### Aflevering 5
Uitzenddatum: 29 oktober 2011.

#### De Glijbaan → Profielfoto
| Vraag                                                        | Antwoord                      | Notities |
| ------------------------------------------------------------ | ----------------------------- | --- |
| Is het mogelijk om op een glijbaan een profielfoto te maken? | Ja, maar het is even oefenen. | Myrthe kreeg een fotocamera mee en ging van een glijbaan af. Het resultaat werd niet geschikt bevonden voor een profielfoto, maar Klaas stelde dat het een beetje oefenen zou zijn en dan zou het wel lukken. |

#### Jongens vs Meiden → Militair
| Uitdaging              | Winnaar | Notities |
| ---------------------- | ------- | --- |
| Grondgevecht.          | Meiden  | Om beurten moeten Arjan en Dzifa een parcours afleggen, waarin ze vier tegenstanders moesten neerslaan. Deze hadden ieder een band om hun middel en de kleur van deze band moesten ze onthouden. Arjan ging als eerste en haalde een tijd van 2'47", Dzifa deed het in 2'10".                                                                         |
| Stormbaan.             | Meiden  | In de tweede proef moesten Arjan en Dzifa om beurten een stormbaan afleggen. Dzifa deed deze proef als eerste en haalde een tijd van 1'49". Arjan had 2'05" nodig om de finish te halen. |
| Schieten.              | Jongens | Arjan en Dzifa hadden twee minuten om in een simulator zo veel mogelijk tegenstanders neer te schieten. Ze hadden echter maar één magazijn met 30 kogels. Arjan had de volle twee minuten nodig en toen was zijn magazijn nog niet helemaal leeg. Desondanks schoot hij er zeven neer. Dzifa schoot er slechts vijf neer voor haar magazijn leeg was. |
| Uiteindelijke winnaar. | Meiden. | Eindstand: 2-1. Getrokken conclusie: de meisjes zijn het meest geschikt voor het vak als militair. |

#### Psychotest → Pottenbakken/kritiek
| Vraag                                                                | Antwoord                            | Notities |
| -------------------------------------------------------------------- | ----------------------------------- | --- |
| Zijn complimenten of negatieve aandacht van invloed op je prestatie? | Het beïnvloedt je prestatie onwijs. | Tom en Dico kregen twee keer de opdracht om ieder een pot te bakken. Bij hun tweede keer kregen ze commentaar. De tweede pot van Dico, die negatief commentaar kreeg werd minder goed terwijl Tom, die complimenten kreeg, duidelijk een beter exemplaar kreeg vergeleken met zijn eerste keer. |

#### Fastfood
| Onderwerp           | Notities |
| ------------------- | --- |
| Ei.                 | Ghino en Rick bouwden een constructie bespannen met vogelgaas, waar ze een koekenpan op een kookstel onder zetten. Door het vogelgaas sloegen ze het ei kapot en viel het struif in de pan. Echter: er kwamen ook eierschilfers in waardoor het resultaat niet eetbaar bleek. |
| Vervolgtest met ei. | Bij deze deeltest werd er een zeef onder het vogelgaas gehangen waardoor de eierschilfers gefilterd werden. Tevens werden de eieren er niet meer handmatig doorheen gesmeten, maar werd er een kippenhok met kip boven op een container gezet en een mechanisme aangebracht. De kip zou een ei leggen. Als het mechanisme werd ingeschakeld, zou dit ei dan naar beneden komen en door het gaas in de pan vallen. Dit omelet werd wel lekker bevonden. |
| Patat.              | Ghino en Rick maakten een gun op luchtdruk en schoten daarmee een aardappel door een raster van pianosnaren. Daar zou dan de frituurpan onder staan. De eerste keer schoten ze echter over de frituurpan heen en kwam er niks in. Ze hingen een doek voor het raster om de patat er nu wel in te krijgen. Ze schoten toen weer een aardappel af en toen kwamen er wel frieten in de pan.                                                               |

### Aflevering 6
Uitzenddatum: 5 november 2011.

#### Schimmelgevaar → Fruitschaal
| Product | Notities |
| ------- | --- |
| Fruit.  | Arjan en Ghino stelden een fruitschaal samen met verschillende vruchten en zetten deze in een container neer. Twee weken later stonk het geheel niet, maar waren bijna alle vruchten beschimmeld en slechts de walnoten nog in orde. |

#### Jongens vs Meiden → Mikken
| Uitdaging                                | Winnaar  | Notities |
| ---------------------------------------- | -------- | --- |
| Meswerpen.                               | Jongens  | Tom en Myrthe kregen de opdracht om een ballon, een pompoen en een appel kapot te gooien met behulp van messen. Ze kregen per product drie pogingen om dit te doen en het stukgooien leverde respectievelijk 1, 2 en 5 punten op. Tom gooide de ballon en de appel kapot en scoorde hiermee 6 punten. Myrthe gooide echter slechts de appel kapot en bleef daarmee steken op 5. |
| Met tennisballen borden omver schieten.  | Jongens  | Voor deze proef stonden er borden met tekeningen in werkbanken geklemd en Tom en Myrthe kregen de opdracht om punten te scoren door zo veel mogelijk juiste borden kapot te schieten. Allereerst waren er borden met karikaturen. Het schieten van een bord waarop een karikatuur van de tegenstander stond leverde een punt op, terwijl borden met de eigen karikatuur en een Checkpoint-logo een punt aftrek gaven. Ten slotte hing er nog een bord boven het geheel met presentator Klaas en die was het meeste waard. Myrthe ging als eerste en scoorde 2 punten, Tom eindigde op 3. |
| Een vlaflip maken vanuit een hoogwerker. | Meiden   | Tom en Myrthe gingen in een hoogwerker naar 5 meter hoogte en moesten van daaruit een vlaflip maken. Daarvoor had de tegenstander een cocktailglas op een helm en mocht deze niet bewegen; dit zou strafpunten opleveren. Uiteindelijk had Myrthe een betere vlaflip dan Tom. |
| Uiteindelijke winnaar.                   | Jongens. | Eindstand: 2-1. Getrokken conclusie: de jongens kunnen inderdaad beter mikken. |

#### Vuurwerk → Geen verzwaarde fles
| Vraag                                                                         | Notities |
| ----------------------------------------------------------------------------- | --- |
| Wat kan er gebeuren als een vuurpijl in een niet verzwaarde fles wordt gezet? | Uitgelegd werd dat de fles dan kan omvallen en dat dat heel gevaarlijk is. Dit werd gedemonstreerd door een vuurpijl horizontaal af te steken. Een crashtestdummy werd in het veld gezet, die door de vuurpijl geraakt zou worden. De vuurpijl miste de dummy uiteindelijk op een haar, maar gaf wel een brand. |

#### Party Proof
| Onderwerp                                          | Notities |
| -------------------------------------------------- | --- |
| Producten en geluidsisolerende werking.            | Arjan en Rick probeerden vier verschillende producten uit: kranten, sponsjes, een slaapzak en eierdozen. Deze maakten ze vast aan panelen en zetten ze aan de binnenkant van een woonwagen neer, waarin een doedelzakspeler stond. Allereerst werden de kranten geprobeerd en die isoleerden al behoorlijk. Als tweede werden de sponzen geprobeerd. Het duurde langer om deze aan de panelen te bevestigen, maar isoleerden wel beter dan de kranten. De volgende test was met de slaapzak. Deze isoleerde beter en het kostte ook minder tijd om deze neer te zetten. Maar uiteindelijk bleken de eierdozen het meest te isoleren. |
| Een rookmachine bouwen.                            | Arjan en Rick bouwden een eigen rookmachine met behulp van een flesje glycerine/water (verhouding 1:10), een strijkbout en een computerventilator. |
| Vrienden in kast verstoppen bij thuiskomst ouders. | Van de binnenkant van een klerenkast werd een foto genomen. Deze werd extra uitvergroot en op een plaat geplakt. Deze werd in de kast gezet. De testteamleden stonden achter deze plaat, maar slechts een met kleren gevulde kast was zichtbaar. |

### Aflevering 7
Uitzenddatum: 12 november 2011.

#### De Glijbaan → Uitkleden
| Vraag                                            | Antwoord | Notities |
| ------------------------------------------------ | -------- | --- |
| Is het mogelijk je in de glijbaan uit te kleden? | Ja.      | Dico ging in de glijbaan. Hij werd behoorlijk afgeremd door de kleren die hij aan had. Hij slaagde erin een aantal kledingstukken uit te trekken, maar toen hij zijn broek uit deed, ging hij heel snel door over de glijbaan en kwam hij niet op tijd meer klaar. Geconcludeerd werd dat de broek pas als laatste zou moeten en dan zou het kunnen. |

#### Survival
| Onderwerp                                 | Notities |
| ----------------------------------------- | --- |
| Drinkbaar water maken van slootwater.     | Ghino en Arjan maakten in een fles een filter met steentjes, houtskool en zand en lieten daar slootwater doorheen lopen in een blik. Dit blik zetten ze op een vuur totdat het goed kookte. Daarna was het water drinkbaar. Arjan omschreef de smaak 'boomachtig'. |
| Drinkbaar water maken van de eigen urine. | Arjan, Ghino en presentator Klaas plasten in een plastic fles. Deze distilleerden ze door de urine op een vuurtje te koken, waardoor het water uit de urine verdampte. Dit water werd opgevangen en drupte in een beker. Arjan nam een slok en zei dat het gewoon water was. Hij spuugde het na een poosje echter weer uit. Het bleek dat Klaas de urines had verwisseld waardoor Arjan de urine van een ander dronk. |

#### Net als in de film → Klimmen
| Onderwerp                      | Notities |
| ------------------------------ | --- |
| Langs een muur omhoog klimmen. | Een behangrol met een afbeelding van een muur werd op de grond gelegd en voorzien van een regenpijp. Pascal 'klom' langs de regenpijp en dit werd gefilmd, met de camera op zijn kant. De film werd afgespeeld en te zien was dat Pascal langs de regenpijp omhoog klom. |

#### Jongens vs Meiden → Breinbrekers
| Uitdaging                                  | Winnaar  | Notities |
| ------------------------------------------ | -------- | --- |
| Pingpongballen uit een vaas halen.         | Jongens  | Arjan en Myrthe kregen de opdracht om in een zo kort mogelijke tijd een aantal pingpongballen uit een vaasje te halen. Ze mochten daar hulpmiddelen voor gebruiken, waarvan de eerste gratis was en voor de hulpmiddelen erna zouden ze 10 strafseconden krijgen. Arjan ging eerst en hij kreeg de eerste paar aantal pingpongballen eruit door stevig met de vaas te schudden en met zijn derde hulpmiddel (een keycoard) kreeg hij de resterende ballen eruit. Myrthe viste alle ballen uit het flesje met direct haar eerste hulpmiddel (een rol plakband), maar was ondanks de strafseconden van Arjan uiteindelijk toch iets langzamer (6'37" tegen 6'02"). |
| Kaas, muis en slang over touwbrug brengen. | Meiden   | Arjan en Myrthe moesten een kaas, een muis en een slang over een touwbrug brengen. Echter: de slang zou de muis opeten en de muis de kaas en ze mochten er per overtocht maar één meenemen. Myrthe maakte de proef af in een tijd van 9'24", Arjan deed er 15'11" over. |
| Sokoban                                    | Jongens  | Arjan en Myrthe moesten 4 zwarte dozen op een met Checkpoint-logo gemarkeerd vak duwen. Als ze in de fout zouden gaan, zou alles worden teruggzet en ook een minuut straftijd bijgeteld. Arjan had één minuut straftijd en was klaar in 3'07", Myrthe had vier minuten straftijd en een eindtijd van 16'00". |
| Uiteindelijke winnaar.                     | Jongens. | Eindstand: 2-1. Getrokken conclusie: de jongens zijn de beste breinbrekers. |

### Aflevering 8
Uitzenddatum: 19 november 2011.

#### Schimmelgevaar → Ontbijt
| Product                                                       | Notities |
| ------------------------------------------------------------- | --- |
| Boterham met aardbeienjam, glas melk, glas thee en bak kwark. | Deze producten werden twee weken lang in een container gezet. De geur omschreef Arjan als 'een beetje zurig'. Het voedsel was nagenoeg compleet bedorven. De kwark was ingedikt, de melk was bedorven, maar de aardbeienjam was nog te herkennen als aardbeienjam. |

#### Popcorn
| Vraag                                                            | Conclusie                                                                     | Notities |
| ---------------------------------------------------------------- | ----------------------------------------------------------------------------- | --- |
| Zijn er manieren om popcorn te maken als de magnetron niks doet? | Het is gewoon te hopen dat je de magnetron kunt gebruiken voor goede popcorn. | Ghino en Luara probeerden diverse methoden uit. Als eerste werd de föhn gebruikt, maar die werd niet warm genoeg om de popcorn te poppen. Daarna werd overgegaan op de verfbrander. Die werkte beter, maar de popcorn verbrandde deels. Een strijkijzer leverde ook niet veel op. Een bouwlamp werkte wel, maar popcorn vloog alle kanten op. Als laatste werd een barbecue gebruikt. Een blik werd tussen de hete kolen gezet en dat werkte goed. Nadeel was wel dat deze altijd buiten zou staan. |

#### Gevaren in Huis → Gas
| Vraag                                              | Notities |
| -------------------------------------------------- | --- |
| Wat kan er gebeuren je het gasstel aan laat staan? | In een poppenhuis werd een ballon met gas gedaan. Met behulp van een stuk sterretjesvuurwerk werd er een vonk op losgelaten. De ballon ontplofte direct en gaf een grote steekvlam die door het hele huis ging. |

#### Jongens vs Meiden → Samenwerken
| Uitdaging                                   | Winnaar | Notities |
| ------------------------------------------- | ------- | --- |
| Hindernisbaan met bruidstaart afleggen.     | Meiden  | Houten vlonders moesten vooruit geduwd worden en zo moesten de meiden en de jongens om beurten een parcours afleggen. Op het parcours waren twee hindernissen en daar moesten ze overheen zonder ze aan te raken. De meiden deden de proef het beste met een tijd van 4'00", de jongens hadden 4'31" nodig.                                                       |
| Zenuwspiraal met hoogwerker.                | Meiden  | Bij zowel de jongens als de meiden stond steeds één testteamlid in een hoogwerker om een zenuwspiraal te doen. De andere bediende de hoogwerker. De jongens gingen als eerste, maar ze slaagden er niet in om het einde te halen en hun poging werd na tien minuten afgebroken. De meiden slaagden er wel in om de proef af te maken en daar deden ze 5'58" over. |
| Schapen naar een aangegeven gebied drijven. | Meiden  | Ook deze proef werd door de meiden binnengehaald: zij hadden alle schapen in 8'30" op de juiste plaats, de jongens waren na tien minuten nog niet klaar. |
| Uiteindelijke winnaar.                      | Meiden. | Eindstand: 3-0. Getrokken conclusie: de meiden kunnen zeker beter met elkaar samenwerken. |

### Aflevering 9
Uitzenddatum: 26 november 2011.

#### De Glijbaan → Kwartetten
| Vraag                                                            | Antwoord | Notities |
| ---------------------------------------------------------------- | -------- | --- |
| Is het mogelijk om in de glijbaan een potje kwartet af te maken? | Nee.     | Deze proef werd uitgevoerd door Luara en Myrthe. Ze namen een kwartetspel mee en gingen in de glijbaan tegenover elkaar zitten. Echter: het lukte niet om te spelen. |

#### Vuurwerk → Carbidschieten
| Vraag                                | Notities |
| ------------------------------------ | --- |
| Waarom is carbidschieten gevaarlijk? | Een specialist deed carbid in een bus en sloot deze af met een bal. Daar stond een crashtestdummy naast (die ging kijken omdat het carbid niet af ging). De bal werd afgevuurd en raakte de pop vol en gaf een klap van 95,4 dB. Het is dus belangrijk om bij het carbidschieten op afstand van de bus te blijven staan!!!!! |

#### Droog Blijven
| Vraag                                                           | Conclusie      | Notities |
| --------------------------------------------------------------- | -------------- | --- |
| Hoe kun je droog blijven als je geen regenpak bij de hand hebt? | Huishoudfolie. | Ghino en Tom probeerden drie alternatieven: dienbladen, huishoudfolie en sponzen. Er werden drie deeltests gedaan. In de eerste deeltest werd Ghino met deze middelen bekleed en liep hij een aantal keer heen en weer onder een douche door. Het water werd door de sponzen opgenomen, maar kwam er aan de andere kant doorheen. Bij de andere middelen bleef hij behoorlijk droog. Hiermee deden de sponzen het van de drie alternatieven het minst goed hun werk en dus vielen ze af. De dienbladen en de folie werden meegenomen naar de volgende deeltest. In een rubberboot voer Ghino over een zwembad door een waterstraal heen. Hier deed de folie het beter dan de dienbladen. Als laatste werd Tom met folie bekleed en stond hij in de plons van een shout-the-chute. Dankzij de folie bleef Tom nagenoeg droog. |

#### Jongens vs Meiden → Rijbewijs
| Uitdaging                               | Winnaar    | Notities |
| --------------------------------------- | ---------- | --- |
| Onderdelen onder de motorkap aanwijzen. | Gelijkspel | Ghino en Dzifa kregen de opdracht om de motorkap van een auto te openen en dan een aantal onderdelen aan te wijzen. Ghino en Dzifa scoorden in deze opdracht gelijk. |
| Achteruit inparkeren.                   | Jongens    | Ghino en Dzifa kregen de opdracht om een auto tussen twee auto's in te parkeren. Het raken van de auto's zou per keer 10 strafseconden opleveren. Ghino ging als eerste. Hij raakte de auto's verschillende malen en kreeg 50 seconden straftijd. Hij was na 2'12" klaar. Dzifa had (inclusief twee minuten aan straftijd) 11'10" nodig om de proef af te maken en toen had ze auto nog niet goed binnen het vak. |
| Parcours afleggen.                      | Jongens    | Om beurten moesten Ghino en Dzifa een parcours heen en terug afleggen met een auto. Fouten maken zou straftijd opleveren. Met straftijd haalde Dzifa een tijd van 1'40", Ghino was in 1'10" klaar. |
| Uiteindelijke winnaar.                  | Jongens.   | Eindstand: 3-1. Getrokken conclusie: de jongens hebben absoluut het meeste met auto's. |

### Aflevering 10
Uitzenddatum: 3 december 2011.

#### Feestdagen → Door pakpapier kijken
| Onderwerp                                      | Conclusie                                                                                | Notities |
| ---------------------------------------------- | ---------------------------------------------------------------------------------------- | --- |
| Door het pakpapier van cadeautjes heen kijken. | Met sommige inpakpapiersoorten kan je prima kijken wat erin zit, maar niet bij allemaal. | Met een camcorder in nightview werd getoond dat het mogelijk is. Daarna werd er nog een stukje ontwikkelde film voor de lens geplakt om het effect te versterken. Tom en Dico kregen de opdracht om op deze manier te raden wat er in een aantal cadeautjes zat. Met bepaalde stukken pakpapier lukte het echter niet. |

#### Schimmelgevaar → Hapjes
| Product                                                        | Notities |
| -------------------------------------------------------------- | --- |
| Chips, augurken, worst, kaasblokjes, wortelsalade en crackers. | Nadat deze producten op een dienblad waren opgesteld, werd het geheel twee weken in een container gezet. Bijna alle producten waren bedekt met schimmel. Het leek dat de blokjes kaas nog eetbaar waren na het verwijderen van de schimmel, maar dit bleek uiteindelijk niet het geval. |

#### Valsspelen
| Onderwerp   | Notities |
| ----------- | --- |
| Dobbelsteen | Een holle fopdobbelsteen werd opengewerkt. Het gewicht dat erin zat om de dobbelsteen op zes te laten komen werd vervangen door een kleine magneet. Onder de tafel werd een stuk metaal gezet waardoor de dobbelsteen altijd op zes zou komen. |
| Kaarten     | Getoond werd hoe er 4 azen bij één persoon kunnen komen. Ook werd een demonstratie gegeven met voor Black Jack gemerkte kaarten. |

#### Jongens vs Meiden → Zwarte Piet
| Uitdaging              | Winnaar    | Notities |
| ---------------------- | ---------- | --- |
| Snoepgooien.           | Gelijkspel | Pascal en Myrthe kregen zes stukken snoep en moesten deze door de gaten in een staand bord gooien (kinderen met hun monden open). Drie chocoladeletters moesten ze werpen, daarna moesten ze nog drie zakken schuimpjes schieten met een spudgun. Beiden hadden ze er van de in totaal zes pogingen één raak. |
| Cadeautjes inpakken.   | Jongens    | Pascal en Myrthe stapten om beurten in een rubberboot die in een waterbassin lag. Met behulp van een ventilator werd een storm gemaakt. Onder deze omstandigheden moesten ze cadeautjes inpakken. Pascal had een snellere tijd dan Myrthe (5'59" tegen 8'23").                                                |
| Over de daken klimmen. | Jongens    | Langs pijpen en een ladder moesten Myrthe en Pascal langs een muur omhoog klimmen een dak op. Op dit dak stond een schoorsteen en daar moesten ze vijf cadeautjes in laten vallen. Pascal ging als eerste en deed er 0'47" over om de proef af te maken, Myrthe lukte het in 1'28".                           |
| Uiteindelijke winnaar. | Jongens.   | Eindstand: 3-1. Getrokken conclusie: de jongens zijn de absolute Zwarte Pieten. |

### Aflevering 11
Uitzenddatum: 10 december 2011.

#### De Glijbaan → Bellen
| Vraag                                                      | Antwoord | Notities |
| ---------------------------------------------------------- | --- | --- |
| Is het mogelijk om in de glijbaan je telefoon op te nemen? | Voor vrouwen is het onmogelijk omdat zij 'een grote tas hebben met veel zooi', mannen hebben hem in hun broekzak, dus dan komt het goed. | Deze proef werd door Myrthe gedaan. Ze nam een vrouwentas mee in een waterglijbaan. Deze tas zat vol spullen met onderop de mobiel die afging. Ze trachtte de mobiel te pakken te krijgen door de inhoud eruit te werpen, maar kreeg dit uiteindelijk niet voor elkaar. |

#### Sneeuw
| Vraag                                                   | Conclusie                | Notities |
| ------------------------------------------------------- | ------------------------ | --- |
| Is het mogelijk om sneeuw door het hele jaar te hebben? | Het is keihard mogelijk. | Als eerste werd een poging gedaan sneeuw te maken met piepschuim. Dit werd in een blender gedaan en fijn gemalen. Dit werd echter als wat weinig bevonden. Grote hordes piepschuim werden in een verpulveraar gedaan. Echter: met deze sneeuw konden geen sneeuwballen gemaakt worden. Een tweede poging werd gedaan met luiers en water. De voering werd eruit gehaald en vermengd met water. Deze sneeuw werd beter en er konden ook sneeuwballen mee worden gegooid. |

#### Survival II
| Onderwerp                        | Notities |
| -------------------------------- | --- |
| Zelf een kompas maken.           | Dit werd gedaan met een naald in een pot water. De naald werd magnetisch gemaakt met behulp van een magneet uit de oordopjes van een mp3-speler. De magnetische naald werd voorzien van een viltje en daarna in de pot gedaan. De naald wees het noorden aan.                                                                               |
| Dier doodschieten.               | Een stuk pvc-buis werd afgezaagd. Daar werd een satéprikker met een watje in gedaan en door in de buis te blazen werd deze afgeschoten. In de wildernis werd een knuffelkoala op een stok gezet en Arjan trachtte deze af te schieten met de satéprikkers uit de pvc-buis. Na een aantal pogingen slaagde hij erin de knuffelbeer te raken. |
| Fluitje vouwen.                  | Uit een frisdrankblikje werden twee smalle stroken geknipt en daar werd een werkend fluitje uit gevouwen. |
| Aandacht trekken met spiegeltje. | Door de schittering van de zon werd aandacht getrokken. |
| Rooksignalen maken.              | Op een vuur werd een lading naaldhout gelegd. Hierdoor ontstond veel rook waarmee werd getracht de aandacht van een vliegtuig te trekken. |

#### Jongens vs Meiden → Timing
| Uitdaging                                    | Winnaar   | Notities |
| -------------------------------------------- | --------- | --- |
| Frambozen op draaiende taarten laten vallen. | Jongens   | Voor deze deeltest stonden er drie taarten op een draaiplateau. Luara en Arjan kregen drie pogingen om door een smalle buis drie frambozen te laten vallen. Deze frambozen moesten dan op een taart vallen. Luara ging als eerste en zij had er één raak; de laatste van de drie. Daarna ging Arjan en hij had de eerste twee allebei vol raak, de derde was een twijfelgeval. Duidelijk was wel dat hij deze proef beter had uitgevoerd. |
| Tekst inspreken.                             | Jongens   | Luara en Arjan kregen een filmpje te zien. De tekst in dit filmpje moest opnieuw worden ingesproken. Ze kregen allebei tien minuten om de tekst te bestuderen. Daarna moesten ze het inspreken. Arjan voerde deze proef duidelijk beter uit. |
| Bom onschadelijk maken.                      | Onbeslist | Luara en Arjan kwamen naast een bomkoffer te staan. Deze bom had een timer die op een minuut was ingesteld en de bedoeling was om deze bom onschadelijk te maken door in de laatste vijf seconden van de minuut (dus tussen 0'55" en 1'00") een snoer door te knippen. Bij zowel Luara als Arjan ging de bom echter af doordat ze te vroeg respectievelijk te laat waren.                                                                 |
| Uiteindelijke winnaar.                       | Jongens.  | Eindstand: 2-0. De jongens hebben duidelijk het meeste gevoel voor timing. |

### Aflevering 12
Uitzenddatum: 17 december 2011.

#### Feestdagen → Zelfgemaakt vuurwerk
| Onderwerp                                    | Notities |
| -------------------------------------------- | --- |
| 'Iets pittiger variant' van de sterrenregen. | Dit werd een slinger met een stukje staaldraad eraan. Hiervoor werd een stuk staaldraad met staalwol aan het uiteinde gebruikt. De staalwol werd ontstoken met behulp van een batterij en Dico en Tom slingerden ermee in het rond, wat een effect gaf. |

#### Schimmelgevaar → Snackmenu
| Product                                 | Notities |
| --------------------------------------- | --- |
| Hamburger, friet, mayonaise en ketchup. | Ghino en Rick zetten deze producten twee weken lang in een container. Daarna bekeken ze wat ervan geworden was. De sauzen waren ingedikt en verkleurd en zowel de friet als de hamburger waren beschimmeld. |

#### Jongens vs Meiden → Vuilverwerkers
| Uitdaging                         | Winnaar  | Notities |
| --------------------------------- | -------- | --- |
| Zwerfafval opruimen.              | Jongens. | Het testteam kreeg vier minuten de tijd om zo veel mogelijk afval uit een park in zakken te laden. Na het verstrijken van de tijdslimiet werd het geheel in een container gedaan en gewogen. De jongens (Ghino en Pascal) hadden met 28,20 kilogram een groter gewicht aan afval dan de meiden (Dzifa en Luara), die 27,65 kilogram hadden.                                                                     |
| Vuilnis ophalen met vuilniswagen. | Meiden.  | Voor deze proef gingen de testteamleden achter op een vuilniswagen staan. De wagen reed door een straat heen en het afval moest worden meegenomen. Ghino en Pascal hadden problemen met de bediening van de vuilniswagen en kregen 1'30" extra tijd omdat ze een aantal containers en een vuilniszak langs de weg lieten staan. De tijd van Dzifa en Luara was dan ook aanzienlijk sneller (4'23" tegen 8'45"). |
| Sorteren.                         | Meiden   | Klaas keerde een gevulde vuilniszak om op een tafel en de opdracht was om de producten eruit te halen die niet bij het restafval mochten. Missers zouden strafpunten opleveren en de tijdslimiet was vier minuten. Dzifa en Luara gingen als eerste en haalden een score van 0, de score van de Ghino en Pascal, die erna gingen, was -4.                                                                       |
| Uiteindelijke winnaar.            | Meiden.  | Eindstand: 2-1. Getrokken conclusie: de meiden zijn de beste vuilverwerkers. |

#### Beveiliging
| Onderwerp           | Notities |
| ------------------- | --- |
| Bewegingssensor.    | Dico en Arjan maakten een elektronisch circuit met een bewegingssensor en een lamp die aan zou gaan op het moment dat de bewegingssensor in werking zou worden gebracht. Het idee hierachter was dat als de lamp bij het bed zou staan en iemand sluipt de kamer binnen, de persoon in bed wakker zou worden en de sluipende persoon op heterdaad zou betrappen. |
| Beveiligingscamera. | Een webcam werd in een speelgoedauto gezet om hem onzichtbaar te maken en met software die op een laptop was geïnstalleerd werd Dico gefilmd die een beker stal. |
| Nachtkijker.        | In een duikbril werd een camera op nightview en een schakeling met infraroodlampen gebouwd waardoor in het donker gekeken kon worden. Het idee was dat op die manier in het donker iemand geconfronteerd zou kunnen worden. Het apparaat bleek echter niet te werken op grote afstand, maar wel geschikt om een strip te lezen met licht uit.                    |

### Aflevering 13
Uitzenddatum: 24 december 2011.
In deze laatste aflevering werd een compilatie vertoond van de beste fragmenten uit het vijfde seizoen. Dit waren: de jongens/meiden test Dirty Jobs (afl. 4), het drinken van water uit urine (afl. 7), gas in huis (afl. 8) en de stofexplosie (afl. 2). Ook werden beelden getoond die achteraf nooit zijn verwerkt in de andere twaalf afleveringen.

#### Jongens vs Meiden → Compilatie
In het vijfde seizoen was de seizoensuitslag Jongens vs. Meiden 8 tegen 4 in het voordeel van de jongens. Er werd een compilatie getoond van tests. Dit waren: militair (afl. 5), lef (afl. 1) en rijbewijs (afl. 9).

#### Vuurwerk → Brievenbus/Papiercontainer
| Onderwerp                        | Notities |
| -------------------------------- | --- |
| Vuurwerk in een brievenbus.      | Arjan en Ghino lieten een stuk vuurwerk afgaan in een brievenbus. De bus werd totaal verwoest en de inhoud lag verspreid in het gebied.                                  |
| Vuurwerk in een papiercontainer. | Arjan en Ghino wierpen een aantal stuks vuurwerk in een papiercontainer. Het vuurwerk ging af en de inhoud van de container vatte vlam. Deze brand was oncontroleerbaar. |

Het is dus niet voor niks dat brievenbussen en prullenbakken rond oudjaarsdag worden afgesloten vanwege het vele vuurwerk dat in deze periode wordt afgestoken.

## Kijkcijfers zaterdagafleveringen
| Datum            | Aantal kijkers | Marktaandeel |
| ---------------- | -------------- | ------------ |
| 1 oktober 2011   | 131.000        | 14,7%        |
| 8 oktober 2011   | 121.000        | 12,8%        |
| 15 oktober 2011  | 144.000        | 13,4%        |
| 22 oktober 2011  | 163.000        | 16,6%        |
| 29 oktober 2011  | 122.000        | 11,3%        |
| 5 november 2011  | 122.000        | 11,3%        |
| 12 november 2011 | 178.000        | 17,4%        |
| 19 november 2011 | 129.000        | 13,5%        |
| 26 november 2011 | 170.000        | 16,4%        |
| 3 december 2011  | 191.000        | 18,8%        |
| 10 december 2011 | 129.000        | 15,0%        |
| 17 december 2011 | 186.000        | 18,8%        |
| 24 december 2011 | 144.000        | 12,4%        |